# Mateu López

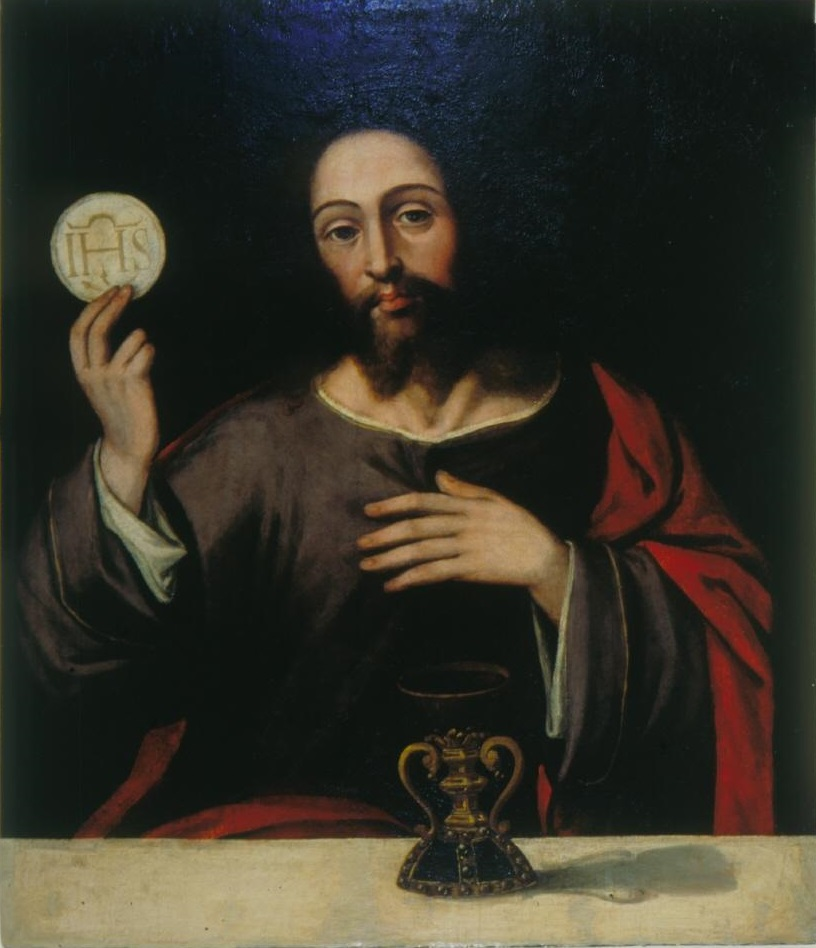
El Salvador con el cáliz, óleo sobre tabla, puerta de un sagrario, 78,50 x 67 cm, Museo de Mallorca.

Mateu López (Córdoba, c. 1520-Palma, 1591) fue un pintor manierista español activo en Mallorca.
Mateu López el Mayor se formó en Valencia en el círculo de Vicente Macip y de su hijo Juan de Juanes cuyos motivos e iconografía siguió con escasa creatividad. Establecido en Mallorca, dirigió un activo taller de pintura desde el que monopolizó el mercado pictórico de las islas en la segunda mitad del siglo XVI. Entre sus discípulos y colaboradores figuró su propio hijo, también llamado Mateu López (Montuiri, 1549 – Palma, 1584), el valenciano Baltasar Buira o Miquel Oms (Palma, 1565-1588), miembro de una extensa saga de artistas mallorquines.